# Gåsfetens fyr
Gåsfetens fyr är belägen på ett öde skär med samma namn i inloppet till Ronneby hamn i Ronneby kommun, och var världens första AGA-fyr. När Gåsfetens fyr byggdes 1904 var den världens första fyr att drivas med acetylengas. 1906 blev den också världens första fyr med klippljusapparat.